# مبدأ الثالث المرفوع
مبدأ الثالث المرفوع أو قانون الوسط المستبعد (بالإنجليزية: law of excluded middle) أو (بالإنجليزية: principle of excluded middle) وهو مبدأ منطقي ينص على أن كل قضية إما هي أو نقيضتها صحيحة، ولا توسط بينهما. فمثلا: «سقراط حي» أو «سقراط ميت» هما قضيتان متناقضتان، إذا صحت الأولى كذبت الثانية والعكس بالعكس، ولا ثالث بينهما. فالقضية إما أن تكون صادقةً أو كاذبة، وليس هنالك حلٌّ ثالث. كما إنه أحد قوانين الفكر الثلاثة مع كل من مبدأ الهوية ومبدأ عدم التناقض.
ولا ينبغي الخلط بين هذا المبدأ ومبدأ الثنائية القيمية، الذي ينص على أن كل قضية إما أن تكون صحيحة أو خاطئة. حيث إن مبدأ الثنائية القيمية يتضمن دائما مبدأ الثالث المرفوع، في حين أن العكس ليس صحيحا دائما.

## تاريخ

### أرسطو
أقرب صياغة معروفة كانت في مناقشة أرسطو لمبدأ عدم التناقض ، الذي تم اقتراحه لأول مرة في العبارة،  حيث يقول أنه من بين افتراضين متناقضين (أي عندما يكون أحد الاقتراحين هو نقيض الآخر) يجب أن يكون أحدهما صحيحًا، والآخر كاذب. ويصرح به أيضًا كمبدأ في كتاب الميتافيزيقا 3، قائلاً إنه لا بد في كل حال من إثبات أو نفي،  وأنه من غير الممكن أن يكون بين طرفي التناقض شيء.

كتب أرسطو أن الغموض يمكن أن ينشأ من استخدام الأسماء الغامضة، ولكن لا يمكن أن يوجد في الحقائق نفسها:
إن تأكيد أرسطو على أنه "لن يكون من الممكن أن يكون أو لا يكون نفس الشيء" سيتم كتابته في المنطق الافتراضي كـ ~( P ∧ ~ P ). وفي ما يسمى بالمنطق الكلاسيكي الحديث، فإن هذه العبارة تعادل قانون الوسط المستبعد ( P ∨ ~ P )، من خلال توزيع النفي في تأكيد أرسطو. فالأول يدعي أنه لا توجد عبارة صحيحة أو خاطئة في نفس الوقت ، في حين أن الثانية تتطلب أن تكون أي عبارة صحيحة أو خاطئة.
لكن أرسطو يكتب أيضًا: "بما أنه من المستحيل أن تكون المتناقضات صحيحة في نفس الوقت لنفس الشيء، فمن الواضح أن الأضداد أيضًا لا يمكن أن تنتمي في نفس الوقت إلى نفس الشيء" (الكتاب الرابع، الفصل 6، ص. 531). ثم يقترح أنه "لا يمكن أن يكون هناك وسيط بين المتناقضات، ولكن يجب علينا إما تأكيد أو نفي أي مسند واحد على موضوع واحد" (الكتاب الرابع، الفصل 7، ص. 531). في سياق منطق أرسطو التقليدي ، يعد هذا بيانًا دقيقًا بشكل ملحوظ لقانون الوسط المستبعد، P ∨ ~ P .
أيضًا في "العبارة" ، يبدو أن أرسطو ينكر قانون الثالث المرفوع في حالة الوحدات المستقبلية ، في مناقشته حول المعركة البحرية.